# بخش راهگان
بخش راهگان، یکی از بخش‌های شهرستان خفر در استان فارس ایران است. مرکز این بخش، شهر خاوران است.

## تقسیمات کشوری
- بخش راهگان
  - دهستان راهگان
  - دهستان راهگان شمالی

شهر: خاوران

## جمعیت
بر پایه سرشماری عمومی نفوس و مسکن در سال ۱۳۹۵، جمعیت بخش راهگان برابر با ۱۴٬۱۸۴ نفر بوده است.